# Morden på Urban Höglin och Heidi Paakkonen
Morden på Urban Höglin och Heidi Paakkonen avser det mord som skedde på två svenskar på Nya Zeeland 1989. Sven Urban Höglin, 23 år, och hans fästmö Heidi Birgitta Paakkonen, 21 år, båda från Storfors, Värmland, försvann när de vandrade på Coromandelhalvön. Polis, lokala invånare och militär personal genomförde den största landbaserade sökningen som genomförts i Nya Zeeland i hopp om att hitta paret. I december 1990 fälldes David Wayne Tamihere (född 1953) för mord på paret och dömdes till livstids fängelse. Höglins kropp hittades 1991 och Tamihere ansökte om en rad misslyckade resningsförsök under 1990-talet. Trots att polisen ansåg att han inte borde släppas förrän han avslöjat platsen för Paakkonens kropp, så blev Tamihere villkorligt frigiven i november 2010.

## Försvinnande och rättegång
Den 8 april 1989 gick de backpackande turisterna Höglin och Paakkonen in i bushen nära Thames. De rapporterades saknade i maj. Försvinnandet ledde till en intensiv polisutredning under namnet Operation Stockholm och rönte stort intresse från media. Polis, lokala invånare, räddningstjänst och militär personal genomförde den största landbaserade sökning som genomförts i Nya Zeeland med fokus i området Crosbie's Clearing, 12 km från Thames. Tamihere, som hade en tidigare fällande dom för dråp, var på rymmen efter att inte ha betalat borgen för en våldtäkt 1986, som han redan hade dömts för, medgav att han stal den bil av märket Subaru som tillhörde paret. Han greps och åtalades för mord i oktober 1990. Vid rättegången gav tre personer vittnesmål (medfångar till Tamiheres som belades med tystnadsplikt av domstolen) om att Tamihere hade erkänt morden i fängelse. Två vandrare identifierade också Tamihere som den man de såg med en kvinna som tros vara Paakkonen i en avlägsen glänta. En av de intagna berättade för domstolen att Tamihere hade sagt att han bundit Höglin till ett träd och begått sexuella övergrepp på honom innan han våldtog Paakkonen. I december 1990 fann rätten Tamihere skyldig till mord och stöld och domaren dömde honom till livstids fängelse utan möjlighet för villkorlig frigivning de första tio åren.

## Resningsförsök
I oktober 1991, tio månader efter rättegången, hittade jägare Höglins kropp nära Whangamata. Paakkonens kropp påträffades aldrig, och hon dödförklarades 1996 efter en ansökan från anhöriga.
Höglins kropp återfanns 73 km från där polisen påstått morden ägde rum. Tillsammans med kroppen hittades en klocka som polisen hävdade vid rättegången att Tamihere hade gett till sin son efter morden. Upptäckten av kroppen stod också i strid med vittnesbörden av medfången som sade att Tamihere hade bekänt att han styckat kropparna och kastat dem i havet (och att han sexuellt förgripit sig på paret). Tamihere ansökte om resning hos Court of Appeal of New Zealand, men domstolen avvisade den i maj 1992 på grundval av att rätten hade lämnat "övertygande indicierbevis". Han nekades också prövningstillstånd hos Kronrådet 1994.
Den 25 augusti 1995 lämnade ett av åklagarsidans vittnen in en skriftlig edsförsäkran i försök att återkalla bevis och anklagade polisen för korruption och hindrande av rättvisa. Försäkran överlämnades till Tamiheres advokat Murray Gibson och till media den 16 juli 1996, och en parlamentsledamot begärde ett ministermöte för undersökning av fallet Tamihere. Independent Police Conduct Authority (IPCA) genomförde en utredning vid vilken vittnet återtog påståendena om tjänstefel. Efter en grundlig undersökning konstaterade IPCA att polisen inte hade gjort sig skyldigt till några fel, och justitieminister Doug Graham avvisade en begäran om ytterligare utredning i ärendet. År 1997 lämnade Tamihere en ansökan till FN:s kommitté för mänskliga rättigheter, som fann hans påståenden ostyrkta och skrivelsen avfärdades.
Tamihere hade en tidigare fällande dom för dråp från 1972. Han hade då, 18 år gammal, dödat den 23-åriga Mary Barcham som arbetade som strippa i Auckland, genom att slå henne i huvudet med ett luftgevär. År 1992 dömdes han även för angripit en 62-årig kvinna i hennes hem 1985, och han har också en fällande dom för att ha angripit en annan kvinna i hennes hem på 1980-talet. Tamihere är bror till den tidigare parlamentsledamoten John Tamihere.
Efter 13 avslag på sina ansökningar om villkorlig frigivning och efter att han suttit fängslad i över 20 år beviljades David Tamihere villkorlig frigivning den 3 november 2010 och släpptes sedan den 15 november. Vid frigivningsnämndens uppföljning den 11 november 2011 sades det att han hade tillbringat flera månader på sjukhus till följd av pågående hälsoproblem men han hade annars aktivt medverkat i traditionella maoriverksamheter (marae) och snideri   och hade bra stöd från sin familj. Villkoren för hans frigivning lättades därför upp.
Tamihere gavs sin första intervju efter frisläppandet till tidskriften Metro 2012 och sade då att han ångrade en del saker han gjort sig skyldig till i livet, men försäkrade att han inte dödade svenskparet. Tamihere fortsätter att bedyra sin oskuld och hävdar att han är falskt anklagad av polisen. En intervju 2012 med TV-kanalen TV One:s aktualitetsprogram Sunday, där han framställde detta påstående sågs av 413 300 tittare. Under inspelningen av programmet flög produktionsbolaget honom med helikopter över det område där paret senast hade sett vid liv, vilket bröt mot bestämmelserna för hans villkorliga frigivning. Frigivningsnämnden valde dock att inte återkalla hans frigivning trots att åtal väcktes mot honom i förhållande till händelsen.

## Kulturellt inflytande
Nyzeeländska TV3-programmet Inside New Zealand: What's Your Verdict? omprövade fallet med en TV-jury 2007.
Filmaren Bryan Bruce gjorde dokumentären, Murder, They Said (1996), som granskade fallet, och skrev boken Hard Cases, vilken la fram teorin att Tamihere inte agerade på egen hand, med motiveringen att eftersom det inte fanns några skärsår på hans händer så hade kanske Höglins armar hållits fast bakom hans rygg samtidigt som han knivhöggs framifrån.
År 1999 gjorde Leanne Pooley TV-dokumentären Relative Guilt om hur Tamiheres familj hade påverkats av hans gripande, rättegång och den fällande domen. Dokumentären vann Bästa Dokumentär vid Qantas Media Award 2000.

## Koppling till fallet Arthur Allan Thomas
I november 2009 hävdade Pat Booth att åklagaren och polisens utredningschef i fallet Tamihere var båda ledande gestalter i det tidigare åtalet mot Arthur Allan Thomas som hade involverat både plantering av bevis och mened.